# Región de Tarapacá
Die Región de Tarapacá ist eine der 16 Verwaltungsregionen Chiles. Sie grenzt im Norden an die Región de Arica y Parinacota, im Osten an Bolivien, im Süden an die Región de Antofagasta und im Westen an den Pazifik. Naturräumlich liegt die Region inmitten der Atacama-Wüste und reicht im Osten bis ins Altiplano der Anden. Die Hauptstadt der Region ist die Hafenstadt Iquique. Auf einer Fläche von 42.225 km² leben 330.558 Einwohner (Zensus 2017), die sich zu 91 % auf die Metropolregion die Iquique und Alto Hospicio bilden konzentrieren.

## Geographie und Klima
Tarapacá liegt am Pazifischen Ozean. Bereits kurz hinter der Küste beginnt die Atacama-Wüste. Im Osten liegen die Vulkane der West-Kordillere in Zentral-Anden. Die Region ist extrem trocken, es gibt kaum Regenfälle. Einzig die Anden speisen die Flüsse, von denen viele in der Wüste bzw. in Salzseen enden.
Die Region Tarapacá umfasst 42.225 km² und ist mit rund 330.000 Menschen relativ dünn besiedelt. Die größten Städte sind die beiden Provinzhauptstädte Iquique und Pozo Almonte. Die Hauptstadt Iquique hat rund 191.000 Einwohner. Hauptattraktionen sind hier der lange Pazifikstrand, die Salpetergeschichte und prähistorische Funde aus der Zeit der Inkas.

## Geschichte
Die heutige Tarapacá Region als Teil der Atacama-Wüste fand bereits im 16. Jahrhundert wegen seiner mächtigen Salpeter- und Guano-Vorkommen sowie eines wichtigen Silbervorkommens Beachtung bei der spanischen Kolonialverwaltung. Ab 1809 begann ein industrieller Abbau von Salpeter, dieser wurde zur Sprengstoff-Produktion und als Düngemittel eingesetzt. Nach der Kolonialzeit gehörte die Region zunächst zu Peru.
Ab 1853 wurde der Abbau von Salpeter durch Einsatz von Dampfmaschinen stark beschleunigt.
Um den Transport zu beschleunigen, errichtete man 1871 eine Eisenbahntrasse vom Hafen Iquique zum Gebiet La Noria, gefolgt von der Eisenbahnstrecke Pozo Almonte zum Hafen Pisagua. Die südlichste Eisenbahnstrecke reichte bis Lagunas. An den gesamten Strecke reihte sich ein Salpeterwerk ans andere. Peru selbst baute im Gebiet Guano ab und finanzierte damit große Teile seines Staatshaushalts. Es stellte sich aber heraus, dass Salpeter ein wesentlich leistungsfähigerer Dünger war. Peru wurde ab 1877 seinen Guano nicht mehr los, mehr als 650.000 Tonnen lagen in den Häfen.
Zwischen den chilenischen Salpeterwerks-Betreibern und der bolivianischen Regierung kam es 1879 zum Streit. Die bolivianische Regierung hatte hohe Steuern auf Salpeter eingeführt, die die Chilenen nicht bezahlen wollten. Bolivien beschlagnahmte daraufhin die Salpeterwerke. Die chilenische Armee besetzte daraufhin die bolivianischen Häfen, wie die Stadt Antofagasta.
Chile bekämpfte Bolivien und Peru im Salpeterkrieg von 1879 bis 1883. Nachdem die Chilenen die bolivianischen Hafenstädte besetzt hatten, schickte der bolivianische Diktator Hilarión Daza im April 1879 seine Truppen aus Richtung Arica, um Peru zu unterstützen. Der Vorstoß endete kläglich, die Truppen verdursten fast in der Atacama-Wüste und mussten umkehren. Das Versagen führte zur Absetzung von Daza. Die Seegefechte von Iquique und von Punta Gruesa am 21. Mai 1879 hatten die Vorentscheidung für die Erringung der chilenischen Seeherrschaft gebracht.
Die Provinz Tarapacá fiel schließlich im Vertrag von Ancón 1883 von Peru an Chile.
Die Städte Arica und Tacna blieben noch lange von Chile besetzt. Erst 1929 wurde Arica Chile zugeschlagen und Tacna verblieb bei Peru.
Die Region wurde häufig von schweren Erdbeben und Tsunamis heimgesucht, die viele Zerstörungen anrichteten (z. B. in Arica 1868). Zuletzt kam es am 14. November 2007 zu einem schweren Erdbeben der Stärke 7,8 auf der Richterskala. Am schwersten betroffen waren die Stadt Tocopilla und der Ort María Elena in der Nähe des Epizentrums etwa 170 Kilometer nordöstlich von Antofagasta. Am Abend des 1. April 2014 kam es vor der Küste vor der Stadt Tarapacá zu einem Beben der Stärke 8,2.
Am 8. Oktober 2007 wurden die nördlichsten Provinzen Arica und Parinacota abgetrennt um eine neue Region zu schaffen, die XV. Region oder Región de Arica y Parinacota, gleichzeitig wurde die Provinz El Tamarugal geschaffen, die bis dahin Teil der Provinz Iquique war.

## Verwaltungsgliederung
Tarapacá besteht aus den beiden Provinzen Iquique und Tamarugal, welche sich in insgesamt sieben Kommunen gliedern.
| Provinzen | Hauptstadt   | Kommune         |  |
| Iquique   | Iquique      | 1 Alto Hospicio |  |
| Iquique   | Iquique      | 2 Iquique       |  |
| Tamarugal | Pozo Almonte | 3 Camiña        |  |
| Tamarugal | Pozo Almonte | 4 Colchane      |  |
| Tamarugal | Pozo Almonte | 5 Huara         |  |
| Tamarugal | Pozo Almonte | 6 Pica          |  |
| Tamarugal | Pozo Almonte | 7 Pozo Almonte  |  |

## Sehenswürdigkeiten

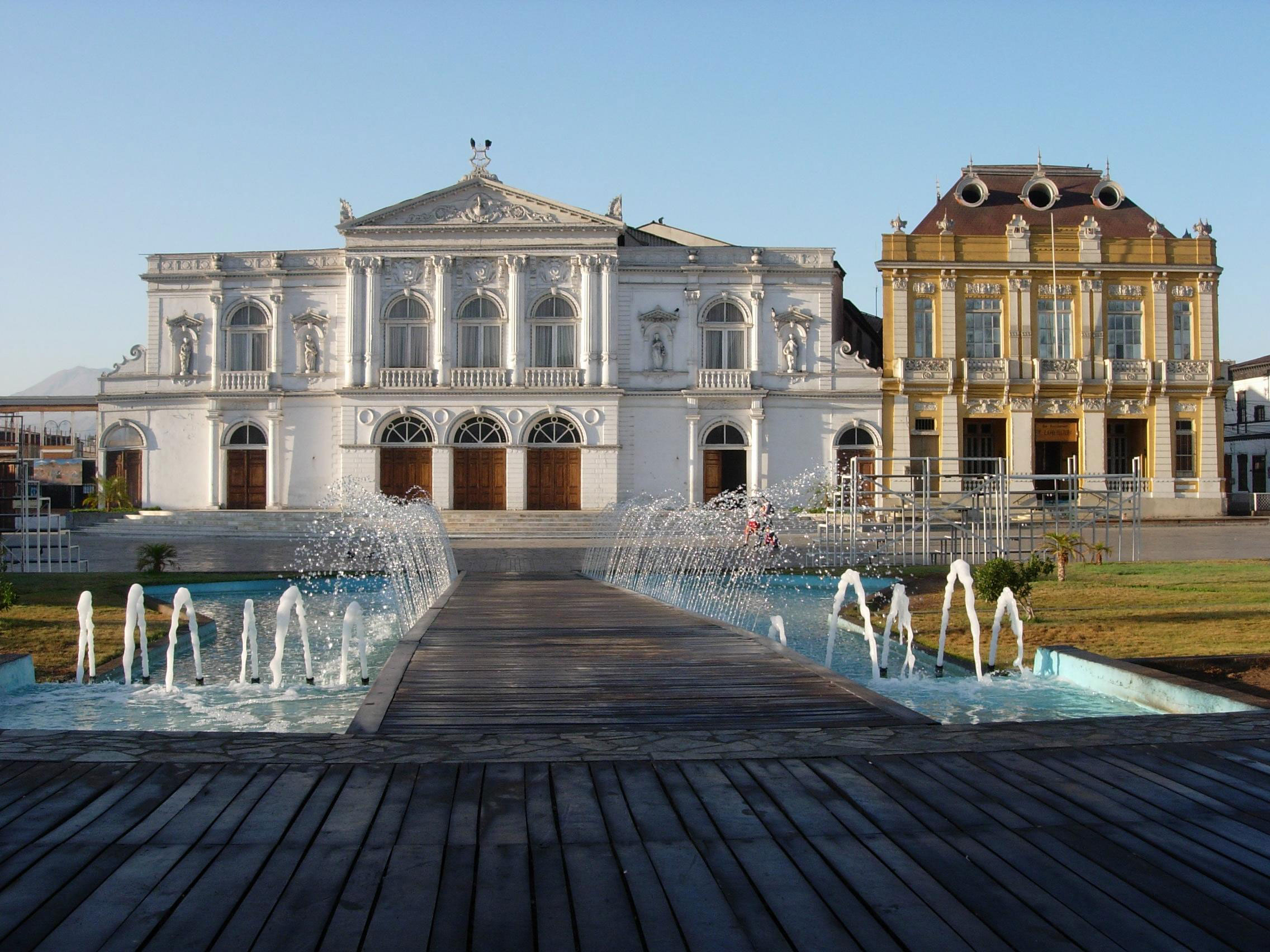
Theater von Iquique

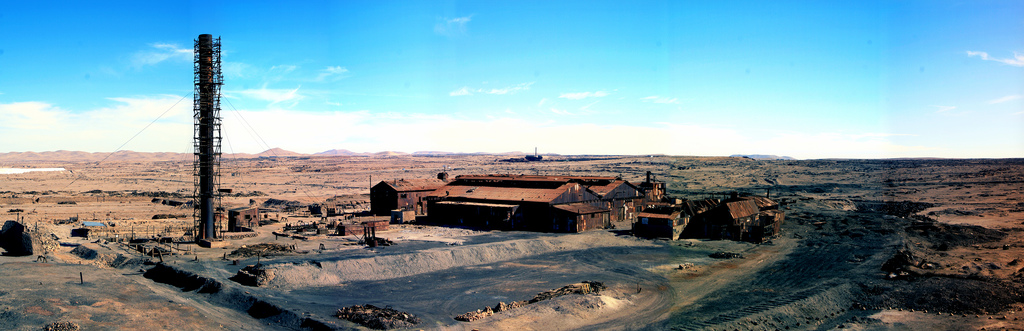
"Geisterstadt" Humberstone

Die Küstenstadt Iquique bietet weitläufige Strände und viele geschichtliche Orte. 

Die verfallenen Humberstone- und Santa-Laura-Salpeterwerke 50 km östlich von Iquique sind seit 2005 Weltkulturerbe der UNESCO. Diese Geisterstädte sind ein gern besuchtes Ziel in der Atacamawüste. 

## Wirtschaft
Der Bergbau ist die wichtigste wirtschaftliche Aktivität. Die Häfen spielen deshalb eine wichtige Rolle, denn sie dienen dem Export von Erzen, Schwefel und Salpeter. Auch spielt der Fischfang und die Verarbeitung von Erdöl eine Rolle. Aufgrund der langen Strände spielt auch der Fremdenverkehr eine bedeutende Rolle.